# Eleccions legislatives neerlandeses de 1994
Les eleccions legislatives neerlandeses de 1994 se celebraren el 3 de maig de 1994, per a renovar els 150 membres de la Tweede Kamer. El partit més votat fou el Partit del Treball de Wim Kok, qui formà un govern de coalició amb VVD i Demòcrates 66, conegut com a paars kabinet (govern porpra).

## Resultats
| ← Eleccions legislatives neerlandeses, 1994 → |                                                       |                      |           |      |        |
| Partit                                        | Partit                                                | Líder                | Vots      | %    | Escons |
|                                               | Partit del Treball (PvdA)                             | Wim Kok              | 2.151.394 | 23,9 | 37     |
|                                               | Crida Demòcrata Cristiana (CDA)                       | Elco Brinkman        | 1.995.155 | 22,2 | 34     |
|                                               | Partit Popular per la Llibertat i la Democràcia (VVD) | Frits Bolkestein     | 1.790.952 | 19,9 | 31     |
|                                               | Demòcrates 66 (D66)                                   | Hans van Mierlo      | 1.390.047 | 15,4 | 24     |
|                                               | Aliança General de l'Ancianitat (AOV)                 | Jet Nijpels-Hezemans | 326.129   | 3,6  | 6      |
|                                               | Esquerra Verda (GL)                                   | Ina Brouwer          | 311.033   | 3,4  | 5      |
|                                               | CentrumDemocraten (CD)                                | Hans Janmaat         | 220.621   | 2,4  | 3      |
|                                               | Federació Política Reformada (RPF)                    | Leen van Dijke       | 158.627   | 1,7  | 3      |
|                                               | Partit Polític Reformat (SGP)                         | Bas van der Vlies    | 155.230   | 1,7  | 2      |
|                                               | Unió Política Reformada (GPV)                         | Gert Schutte         | 119.108   | 1,3  | 2      |
|                                               | Partit Socialista (SP)                                | Jan Marijnissen      | 118.738   | 1,3  | 2      |
|                                               | Unió 55+                                              | Bertus Leerkes       | 78.079    | 0,8  | 1      |
| Total                                         | Total                                                 |                      | 8.981.556 | 150  | —      |
|                                               |                                                       |                      |           |      |        |